# Внутрішній конфлікт у державі Селевкидів (114–84)

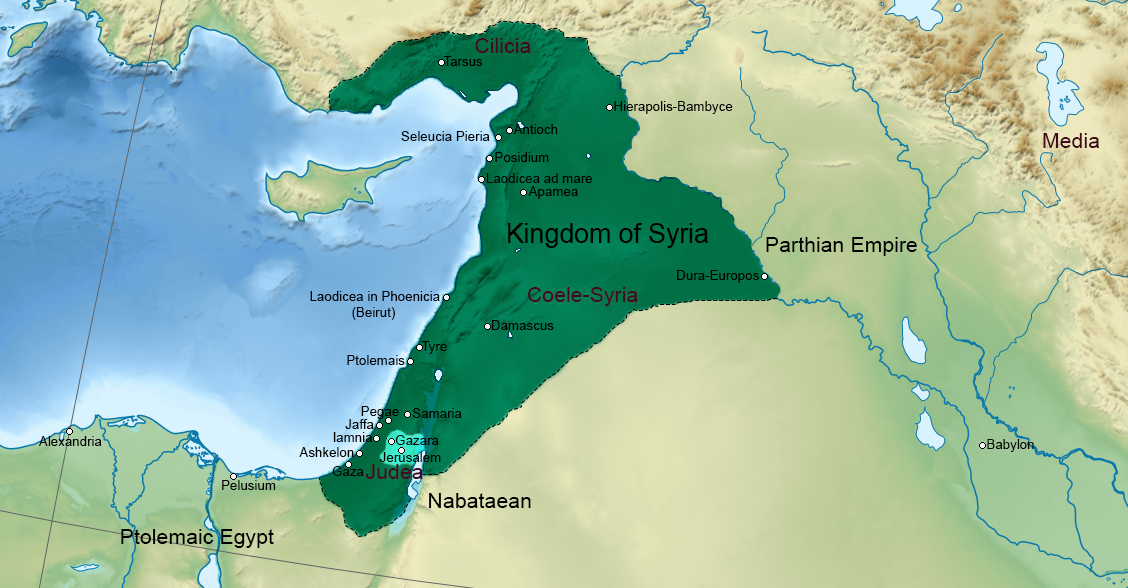
Мапа держави Селевкідів станом на 120-ті роки до н. е. На мапі зокрема позначені згадані у статті Тарс, Антіохія, Селевкія-Пієрія, Апамея, Дамаск, Лаодікея Фінікійська, Птолемаїда, Аскалон, Газа та Самарія

Внутрішній конфлікт у державі Селевкидів (114–84) — боротьба братів Антіоха VIII та Антіоха IX, а також їхніх синів за сирійський престол, котра призвела до остаточного занепаду царства Селевкідів.

## Боротьба Антіоха Гріпа та Антіоха Кізікена
У 123 р. до н.е., після перемоги над узурпатором Александром II Забіною, єдиним царем в державі Селевкидів залишився Антіох VIII Гріп. Біля десятка років держава користувалась миром, допоки не виникли ускладнення, спровоковані негараздами в спорідненому єгипетському царському домі Птолемеїв. Біля 114 р. до н.е. цариця-матір Клеопатра III змусила свого сина Птолемея IX розлучитись із коханою сестрою Клеопатрою IV. Остання вирушила на Кіпр, котрий вже півтора століття як входив до володінь династії Птолемеїв та вийшла заміж за Антіоха Кізікена, котрий був рідним братом Антіоха VIII Гріпа по матері (єгипетській принцесі і тітці Клеопатри IV – Клеопатрі Теї) та двоюрідним по батькові. Схиливши на свій бік розташовані на Кіпрі війська, Клеопатра IV значно збільшила сили Кізікена, що дозволило йому кинути виклик своєму братові. 
Своє вторгнення Антіох IX Кізікен почав з Кілікії. Перші випуски його монет зафіксовані у 114 р. до н.е. в Селевкії-на-Калікадні (найзахідніше місто селевкідської держави) та столиці Кілікії Тарсі. Також вже у 114/113 р. до н.е. карбування монети Гріпа змінилось на випуск грошей Кізікена на протилежному завершенні селевкідських володінь, у Аскалоні (узбережжя південної Палестини). Наступного року Антіох IX оволодів столичною Антіохією, а випуски його монет з’явились у Дамаску, фінікійському Сидоні та Птолемаїді (північне узбережжя Палестини). Гріп втік до памфілійського Аспенду, котрий відносився до римських володінь.

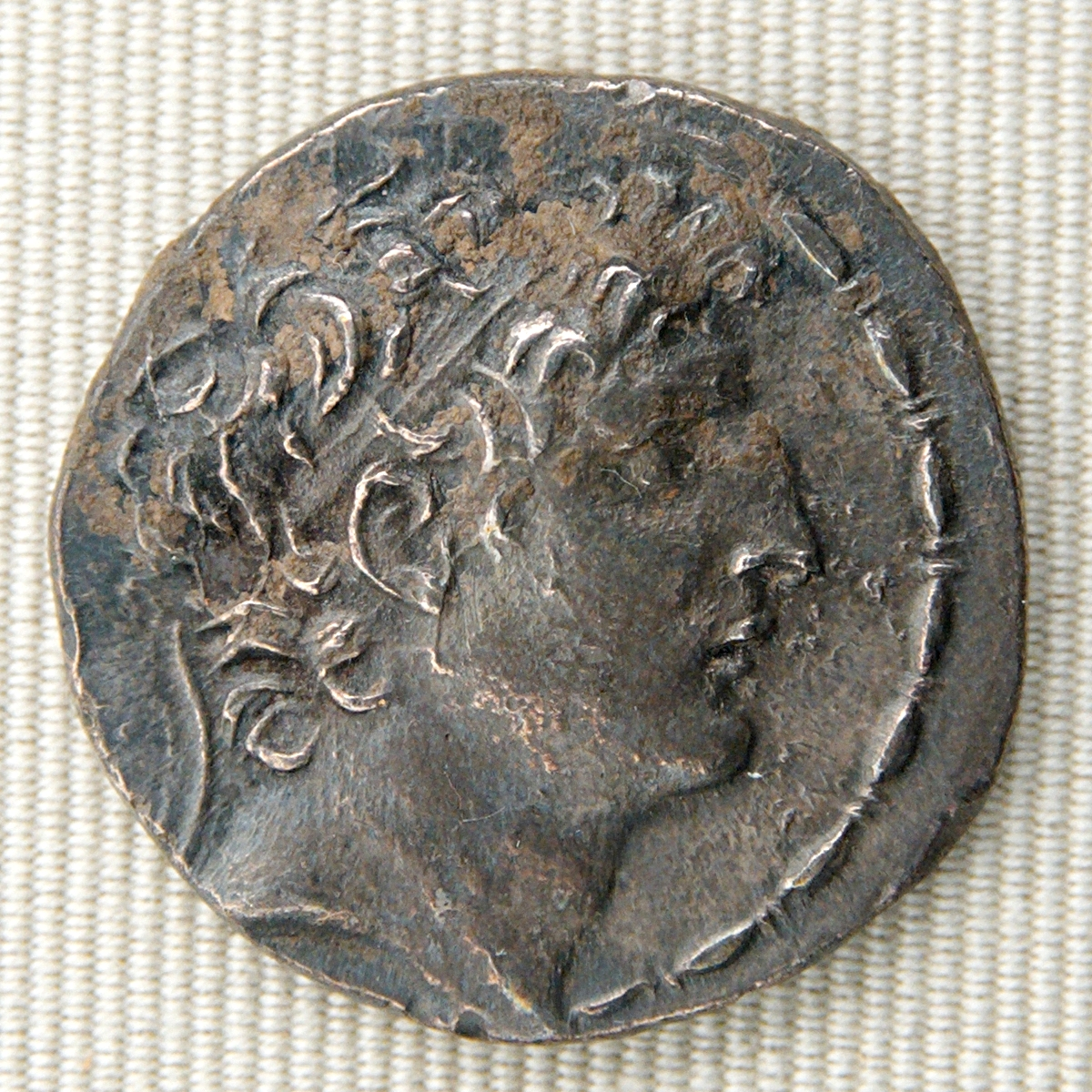
Монета Антіоха VIІІ Гріпа

Прийшовши до влади Кізікен захопився розвагами – особливо він полюбляв мистецтво мімів та інших артистів, а також рухомих ляльок (зате, як зауважує Діодор, не мав ніяких облогових машин, котрі стали б йому в пригоді набагато більше). Тим часом у 112 р. до н.е. Гріп перейшов у контрнаступ, завдав брату поразки та обложив Антіохію, де закрилась Клеопатра IV. Після взяття міста остання сховалась у храмі, проте була страчена за наказом своєї рідної сестри Клеопатри Трифени, дружини Антіоха VIII (за твердженням Юстина, сам Гріп виступав проти страти, проте Трифена послала солдатів, які забили Клеопатру IV прямо біля статуї богині). Після втрати столиці Кізікен відступив до Келесирії, де утримував щонайменше Дамаск і Птолемаїду (з Йосипа Флавія також відомо, що Антіох IX укріпив фортецю в Апамеї, проте немає жодних додаткових свідчень, в який з моментів тривалої боротьби братів це могло трапитись). В той же час,  розташований у Келесирії Аскалон з 112/111 р. до н.е. знов почав карбувати монети Гріпа. 
В якийсь момент 111-го року до н.е. Кізікен завдав поразки супернику, оволодів Антіохією, узяв у полон Клеопатру Трифену та стратив її.
Втім, невдовзі Антіох VIII зміг повернути собі столицю, що засвідчують його монети, карбовані у ній в 111/110 р. до н.е. Інші нумізматичні відомості показують, що тоді ж, він мав контроль і над Тарсом. Його брат продовжував утримувати певні території в Келесирії – монети Кізікена карбували в Дамаску, Сидоні та Птолемаїді.

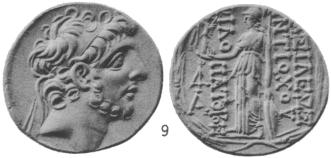
Монета Антіоха IX Кізікена

Наступний 110/109 р. до н.е. став більш вдалим для Антіоха IX, котрий утретє оволодів столицею. Кілікійський монетний двір у Тарсі також почав випускати гроші Кізікена, тоді як на стороні Гріпа залишався ряд пунктів на середземноморському узбережжі. Серед останніх передусім варто відзначити Селевкію-Пієрію, віддалену від Антіохії лише на три десятки кілометрів (в 108 р. до н.е. Гріп надав місту права автономії, що явно вказує на отримані від селевкійців значні послуги). Південніше у Фінікії його підтримували у Лаодікеї Фінікійській (Бейруті), що засвідчує знайдена на Делосі статуя, встановлена у відповідному році на честь Гріпа. Нарешті, продовжувалось карбування монет Антіоха VIII у віддаленому від головних центрів держави Аскалоні. 
У 109/108 р. до н.е. удача знов перейшла на бік Гріпа. Він повернув собі Антіохію і більше не втрачав її до кінця правління. Також Антіох VIII оволодів Дамаском, котрий до того був в руках суперника майже з початку боротьби. Кізікен продовжував діяти у Келесирії, де нумізматичними знахідками підтверджується збереження його влади над Птолемаїдою, а також підконтрольність фінікійського Триполі (в останньому випадку відомий випуск монет Кізікена від 105/104 р. до н.е.). Є припущення, що з 107/106 по 105/104 роки до н.е. Антіоха IX знов тримав під контролем Дамаск, втім, воно базується лише на відсутності карбованих цим періодом дамаських монет Гріпа.
За свідченням Йосипа Флавія, в руках Антіоха IX був і Скіфополіс – важливе елліністичне місто на західному березі долини Йордану. Він згадується Флавієм в контексті боротьби, котру почав за оточуючі території юдейський правитель Йоханнан Гіркан. Останній скористався міжусобною боротьбою Антіохів, яка підривала сили держави Селевкідів та, в більшості випадків, полишала міста та області без допомоги центральної влади. Археологічні знахідки укупорок родоських амфор показують, що блія 112/111 р. до н.е. припинився їх імпорт до ідумейської Марисси, самарійського Сихему та Скіфополісу, що, ймовірно, свідчить про початок бойових дій та порушення торговельних шляхів. Після кількох кампаній Йоханнан оволодів Ідумеєю (південніше від Єрусалиму) та південною Самарією, а не пізніше 108/107 р. до н.е. після річної облоги узяв місто Самарія на півночі однойменної області. Кізікен двічі намагався прийти на допомогу обложеним, проте зазнав невдачі. У підсумку полишений ним діяти проти юдеїв полководець Епікрат був підкуплений та здав навіть Скіфополіс. Також вважається, що на правління Йоханнана Гіркана (котре тривало до 104 р. до н.е.) відноситься перехід під контроль юдеїв ряду міст на середземноморському узбережжі, котрі лежали між Дором на півночі та Аскалоном на півдні. А в 104/103 р. до н.е. наступник Йоханнана Арістобул захопив Галілею, населення якої обернули до юдаїзму.

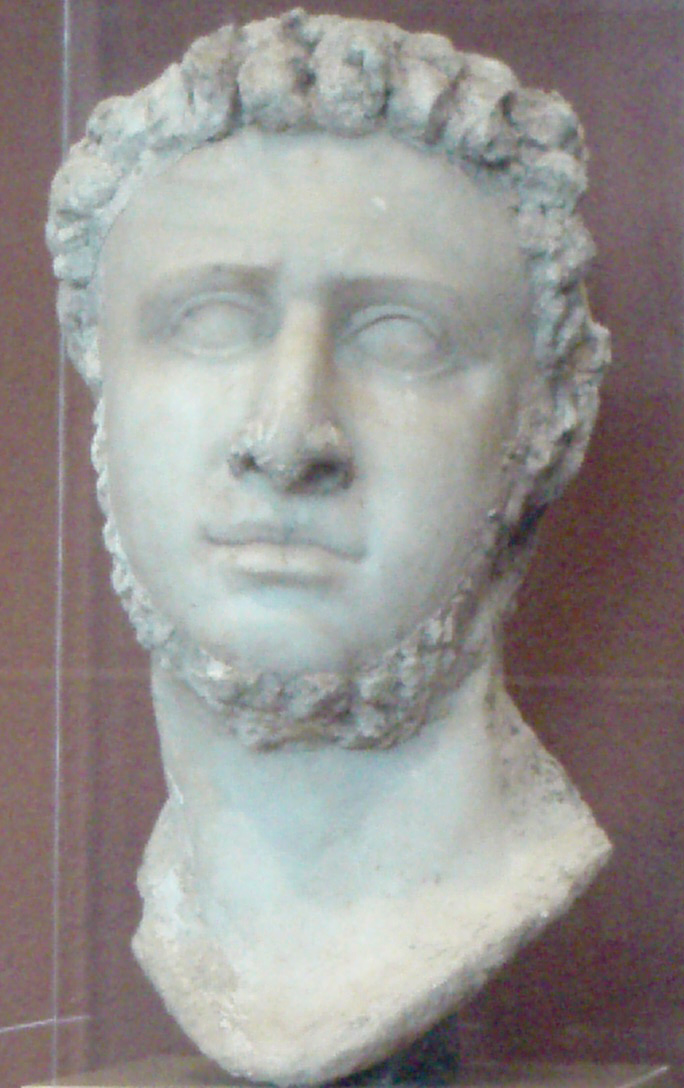
Птолемей IX Лафур

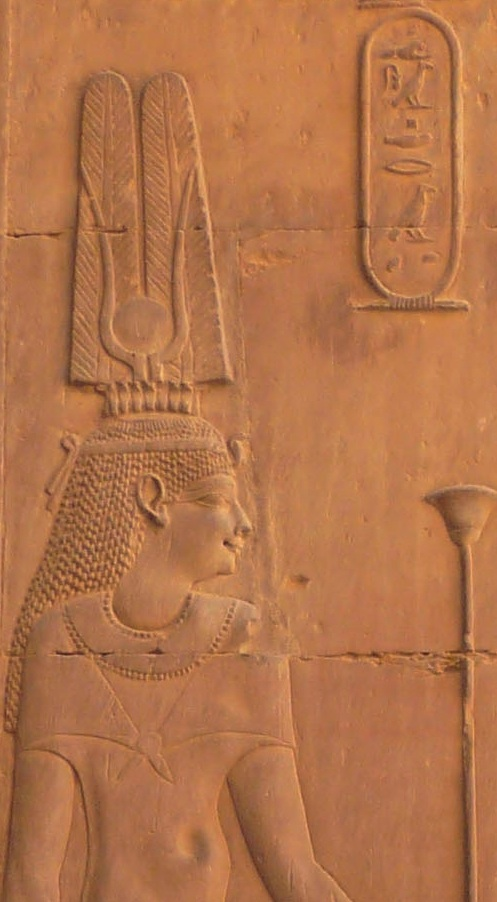
Клеопатра III

Можливо відзначити, що обидві сторони сирійської династичної війни мали підтримку з боку Єгипту. Так, Антіох IX Кізікен під час своїх спроб допомогти Самарії отримав військо від царя Птолемея IX Лафура. Це спричинило посилення конфлікту останнього з царицею-матір’ю Клеопатрою ІІІ, котра підтримувала Гріпа. Як наслідок, у 107 р. до н.е. Птолемей IX був повалений та втік на Кіпр, а його дружина (та сестра) Клеопатра V (Клеопатра Селена) була видана матір’ю за Антіоха VIII Гріпа. 103 року до н.е. Птолемей Лафур спробував створити собі базу у Палестині і повернути єгипетський престол, проте зазнав невдачі у боротьбі з прибулими сюди загонами Клеопатри ІІІ. Остання, зокрема, обложила та узяла Птолемаїду, а її молодший син та цар Птолемей X Александр у 103 р. до н.е. перебував у Дамаску. Не виключено, що Клеопатра ІІІ збиралась повернути собі Келесирію, відібрану Селевкідами внаслідок П’ятої Сирійської війни. Втім, отримавши ознаки покори від юдейського правителя Александра Янная, Клеопатра ІІІ у 102 р. до н.е. повернулась до Єгипту, де невдовзі була вбита Птолемеєм X (що стосується Дамаску, то тут зі 102/101 р. до н.е. відновилось карбування монети Гріпа).
На тлі боротьби Антіохів продовжувалось послаблення царської влади. Міста ставали автономними, так, в 108 р. до н.е. свою самостійну еру розпочала Газа (найпівденніше місто держави), а в 103 р. до н.е. автономну монету став карбувати Аскалон. 102 року до н.е. римляни створили у Кілікії бази для боротьби із піратством, котре буйно розквіло на тлі занепаду сирійської держави.
У 98 або 97 р. до н.е. Антіоха VIII Гріпа вбив його військовий міністр Гераклеон. Слідом за цим Антіох IX Кізікен одружився з удовою свого брата Клеопатрою Селеною та став правити у Антіохії.

## Боротьба синів Гріпа та Кізікена

Мапа держави Селевкидів, розділеної біля 95 р. до н.е. між Антіохом X, Селевком VII та Деметрієм III. На мапі зокрема позначені згадані у статті Селевкія-на-Калкадні, Тарс, Мопсуестія, Антіохія, Селевкія-Пієрія, Бероя, Арад, Триполі, Лаодікея Фінікійська (Бейрут), Птолемаїда, Аскалон, Сихем, Гадара та Дамаск

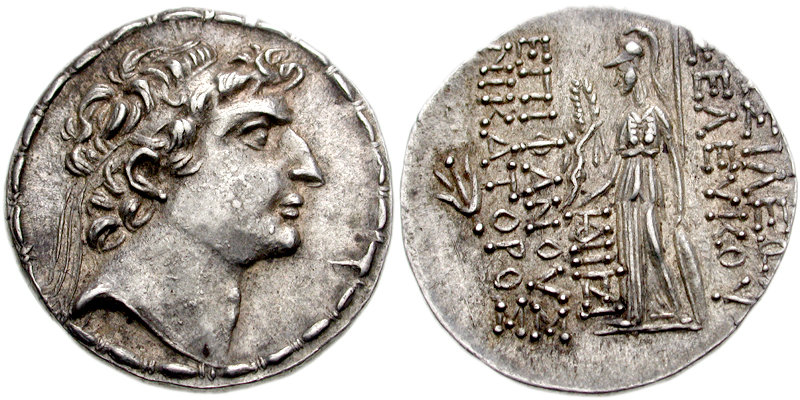
Монета Селевка VI Епіфана

Гріп залишив після себе п’ятьох синів, котрі (хоч і не всі одночасно) взяли участь у боротьбі за престол. Спершу оголосили себе царями Селевк VI та Деметрій III Евкер (Йосип Флавій пише, що останній виступив лише після смерті двох братів, проте вже від 97/96 р. до н.е. відома монета, карбована Деметрієм у Дамаску). Селевк захопив багато міст, після чого проти нього із Антіохії виступив Кізікен (95 р. до н.е.), який зазнав поразки у битві та загинув – кінь заніс Антіоха IX до натовпу ворогів і, щоб не потрапити в полон, Кізікен покінчив з собою власним мечем (так оповідає Євсевій, тоді як за Флавієм Антіоха Кізікена таки взяли у полон та стратили).

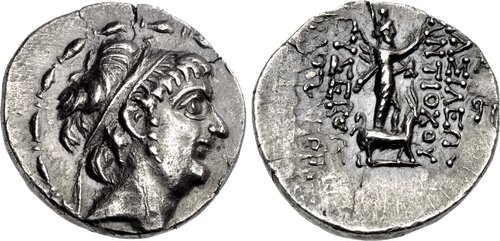
Монета Антіоха X Евсеба

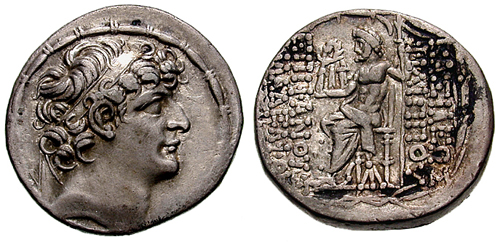
Монета Філіппа I Філадельфа

Невдовзі після смерті Кізікена його син прибув до фінікійського міста Арвад (мало автономію ще з 130-х років до н.е.) та оголосив себе царем. Для ствердження своїх прав на престол він одружився з Клеопатрою Селеною, удовою свого батька та дядька (а перед тим – дружиною своїх братів, єгипетських царів Птолемея IX та Птолемея X). Того ж 95 р. до н.е. цей Антіох X Евсеб преміг у битві Селевка VI і оволодів столицею. Селевк втік до Кілікії, де почав вимагати грошей. У відповідь натовп мешканців міста Мопсуестія підпалив будівлю з ним (сам Селевк VI, можливо, вчинив самогубство) та перебив його прибічників.    
Наступним суперником Евсеба став брат Селевка Антіох XI Епіфан Філадельф. Разом зі ще одним сином Антіоха Гріпа Філіппом він силою захопив Мопсуестію та зруйнував місто, помстившись таким чином за смерть Селевка. Втім, далі Антіох XI зазнав поразки у битві з Антіохом X. Втікаючи, Антіох XI впав з коня у Оронт та потонув. Це, ймовірно, сталось у 94 р. до н.е. або дещо пізніше, але в тій же другій половині 90-х років до н.е. Після загибелі Антіоха XI боротьбу з Евсебом продовжив його брат Філіпп I Філадельф, котрий закріпився у північносирійському місті Бероя (наразі Алеппо).  

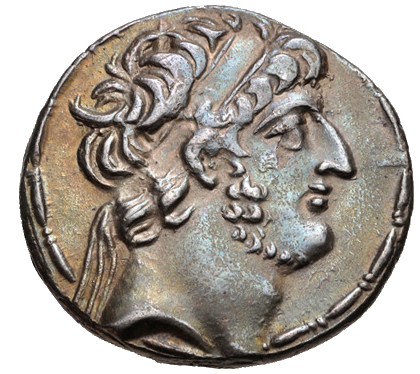
Монета Деметрія ІІІ Евкера

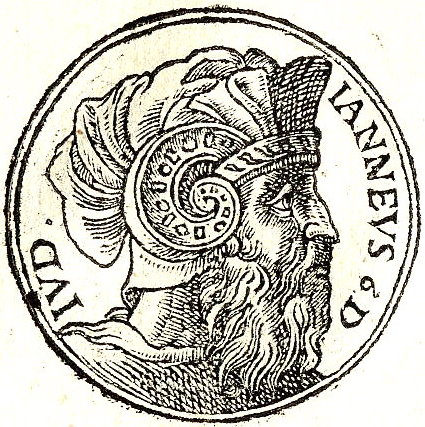
Александр Яннай

Допоки на півночі держави Селевк, Антіох та Філіпп послідовно вели боротьбу з Антіохом X Евсебом, на півдні Сирії у Дамаску правив четвертий брат Деметрій Евкер. Його володінням міг загрожувати юдейський правитель Александр Яннай, котрий ще до розгрому у 95 р. до н.е. важливого приморського порту Газа здійснив похід у Зайордання та оволодів містом Гадара. Втім, у другій половині 90-х років до н.е. проти Янная спалахнуло повстання самих юдеїв, які запросили на допомогу Деметрія. Останній виступив до Палестини та в битві при Сихемі завдав поразки Яннаю, однак слідом за цим юдеї почали переходити на бік одноплемінника, так що Деметрій повернувся до Дамаску.
В якийсь момент Деметрій ІІІ втрутився у боротьбу за північну Сирію. Відома специфічна монета, карбована в Селевкії-Пієрії із збраженням Евкера, але з титулами його батька. Ймовірно, Деметрій використовував Селевкію як базу для боротьби за розташовану неподалік столицю, а згадки про Антіоха VIII були потрібні для нагадування мешканцям цього міста про того, хто надав їм автономію. Також відома монета Евкера, карбована вже на антиохійському монетному дворі. За твердженням Йосипа Флавія, Антіох X вперто боровся з Філіппом та Деметрієм, проте у підсумку виявився за межами своєї держави, де знайшов смерть в бою з парфянами, допомагаючи якійсь самійській цариці. 
Оволодівши столицею, Деметрій у 88 р. до н.е. вирушив проти Філіппа з десятьма тисячами піхотинців та тисячею вершників і обложив його у Берої. Втім, начальник цього міста Стратон зміг послати по допомогу до якогось арабського правителя Зіза та парфянського царя Мітрідата II. Вони прибули з великим військом та перетворили Деметрія на обложеного. По вичерпанню води та метальних снарядів військо Евкера капітулювало, а сам він був вивезений як полонений до Парфії (де і помер від хвороби). 

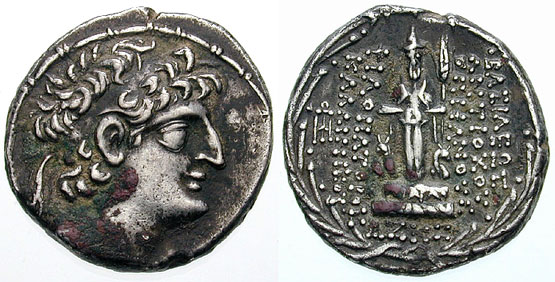
Монета Антіоха XII Діоніса

Полонених разом з Деметрієм антиохійців відпустили без викупа, а Філіпп прибув до столиці та затвердився на троні. Проте це ще не призвело до остаточного об’єднання царства, оскільки в Дамаску проголосив себе царем п’ятий син Антіоха Гріпа – Антіох XII Діоніс. Філіпп, дочекавшись коли суперник виступить проти арабів, вирушив на Дамаск, котрий йому здав без бою начальник гарнізону Мілезій. Однак своєю поведінкою новий володар викликав незадоволення мешканців, до того ж і Мілезій не отримав очікуваної віддяки. Як наслідок, коли одного разу цар вирушив за межі Дамаску на іподром, Мілезій замкнув ворота та став охороняти місто для Антіоха XII.
Біля 84 р. до н.е. Антіох XII вирушив у черговий похід проти арабів з вісьмома тисячами піхотинців та восьмистами вершниками, проте зазнав поразки та загинув. Після цього в державі Селевкідів нарешті залишився лише один цар – Філіпп I Філадельф. Втім, сили сирійського царства були остаточно підірвані. Філіпп навіть не зміг оволодіти Дамаском, мешканці якого у 83 р. до н.е. з остраху на можливий напад ліванських горців під проводом Птолемея Менная піддались переможцю Антіоха XII набатейському царю Ареті III. Юдейський правитель Александр Яннай один за одним захоплював елліністичні міста Зайордання. У підсумку біля 75 р. до н.е. цар Великої Вірменії Тигран II поклав кінець правлінню Філіппа у північній Сирії, в 72 р. до н.е. він же захопив Дамаск, а біля 69 р. до н.е. після тривалої облоги оволодів Птолемаїдою та прийняв юдейських послів із виявом покірності. Фактично все селевкідське царство (яким воно було на момент початку війни Гріпа та Кізікена) зібралось в руках вірменського правителя, а через кілька років стало здобиччю римлян.